# Shireoaks
Shireoaks is een civil parish in het bestuurlijke gebied Bassetlaw, in het Engelse graafschap Nottinghamshire.